# Конный спорт на летних Олимпийских играх 1900
Соревнования по конному спорту на летних Олимпийских играх 1900 прошли 29, 31 мая и 2 июня. В них участвовали спортсмены из 8 стран. Всего было разыграно пять комплектов медалей — по конкуру, прыжкам в высоту и длину, гонки почтовых повозок и комбинации Hacks and hunter.

## Медали
(Жирным выделено самое большое количество медалей в своей категории; принимающая страна также выделена)
| Общее количество медалей |         |        |         |        |       |
| Место                    | Страна  | Золото | Серебро | Бронза | Всего |
| 1                        | Бельгия | 3      | 1       | 1      | 5     |
| 2                        | Франция | 2      | 2       | 4      | 8     |
| 3                        | Италия  | 1      | 1       | 0      | 2     |

### Медалисты
| Дисциплина                  | Золото                           | Серебро                          | Бронза                     |
| Конкур                      | Эме Хагеман Бельгия              | Жорж Ван Дер Поэле Бельгия       | Луи де Шамсавен Франция    |
| Прыжки в длину              | Констант ван Лангендонк Бельгия  | Джованни Джорджо Триссино Италия | Жак де Прюнеле Франция     |
| Прыжки в высоту             | Доминик Гардер Франция           | —                                | Жорж Ван Дер Поэле Бельгия |
| Прыжки в высоту             | Джованни Джорджо Триссино Италия | —                                | Жорж Ван Дер Поэле Бельгия |
| Гонки почтовых повозок      | Жорж Нагельмакерс Бельгия        | Леон Том Франция                 | Жан де Нёфлиз Франция      |
| Комбинация Hacks and hunter | Наполеон Мюрат Франция           | Виктор Аршенуль Франция          | Робер де Монтескью Франция |

## Другие дисциплины
Также проходили гонки почтовых повозок и комбинация Hacks and hunter.

## Страны
Точное количество участников неясно, однако ясно, что они представляли 8 стран:
- Бельгия
- Италия
- США
- Франция
- Австрия
- Германия
- Испания
- Россия